# Snow Capers
Snow Capers ist ein US-amerikanischer Kurzfilm aus dem Jahr 1948, bei dem Arthur Cohen Regie führte. Thomas Mead war in seiner Funktion als Produzent mit dem Film für einen Oscar nominiert.

## Inhalt

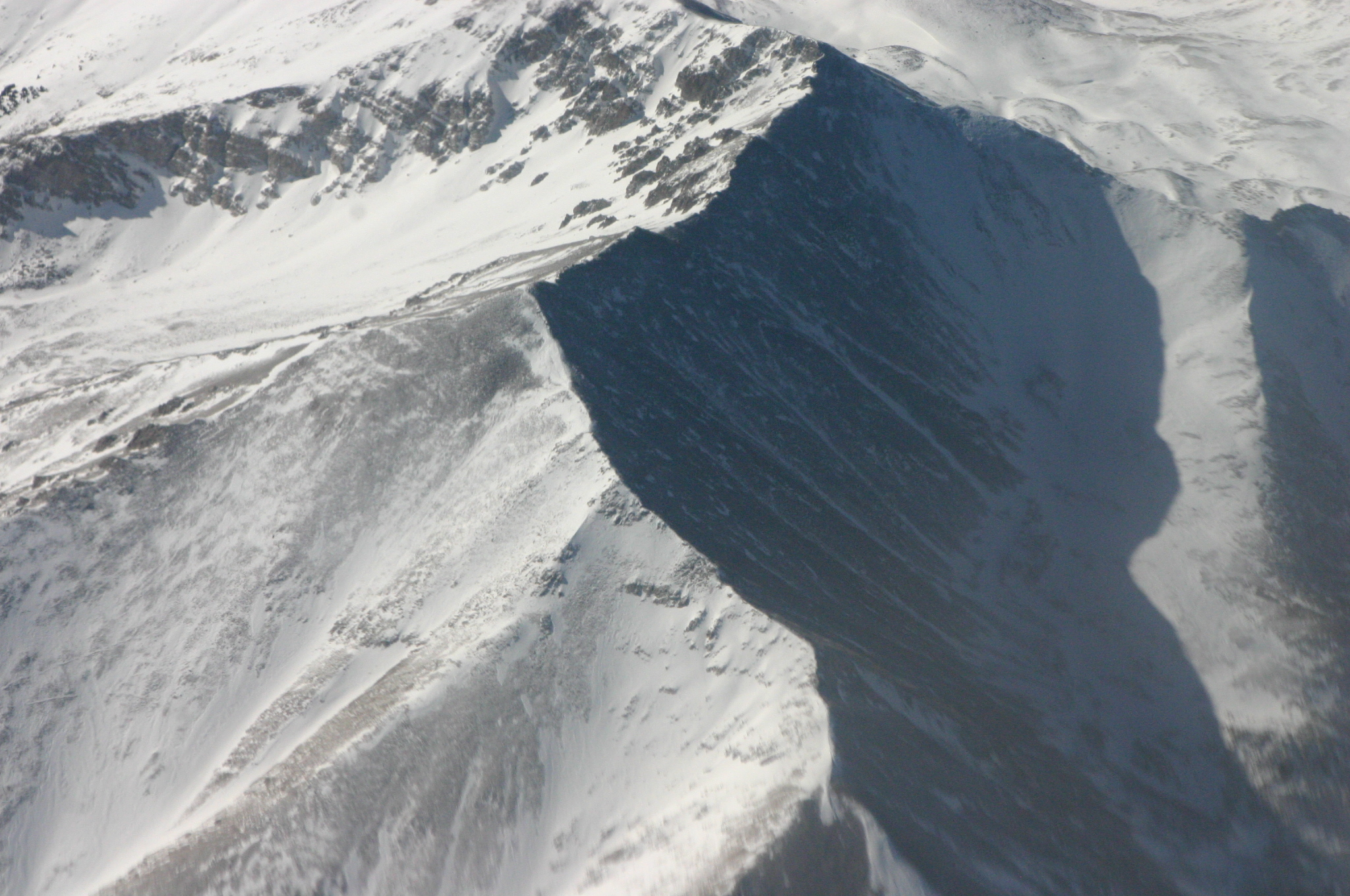
Rocky Mountains in Colorado – schneebedeckt

Der Film thematisiert die Wintersportaktivitäten in den Rocky Mountains. Einige der wichtigsten Skigebiete sind Aspen, Vail und Keystone in Colorado. Etwa eine Stunde von Vail entfernt liegt die alte Goldgräberstadt Breckenridge mit ihren im viktorianischen Stil erbauten Häusern. Der kleine Ort wird von vier mächtigen Gipfeln eingerahmt, in deren Gebiet sich den Wintersportlern besonders schöne Abfahrten bieten.

## Auszeichnung
Thomas Mead war 1949 mit dem Film für einen Oscar in der Kategorie „Bester Kurzfilm“ (2 Filmrollen) nominiert, musste jedoch Walt Disney und seinem Film Die Robbeninsel (Seal Island) den Vortritt lassen.